# Polymethine

Ein Beispiel für ein Polymethin

Polymethine sind Verbindungen der organischen Chemie. Sie bestehen aus einer ungeraden Anzahl sp2-hybrisierter Kettenglieder und einer geraden Anzahl von {\displaystyle \pi }-Elektronen, d. h. es existiert eine ungerade Anzahl an Methingruppen (CH-Gruppen), welche durch abwechselnde Einfach- und Doppelbindungen miteinander verbunden sind.
Verbindungen, die aus einer geraden Anzahl von Methingruppen bestehen, heißen Polyene.

## Eigenschaften

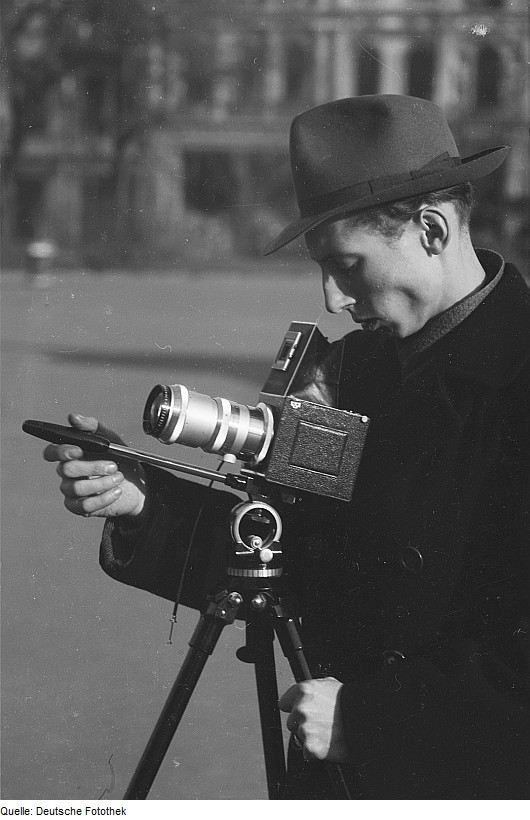
Cyanine werden meist in der Fotografie verwendet, wo sie zur Sensibilisierung der Fotoemulsionen eingesetzt werden.

Bei Polymethinen bestehen die Enden dieser Ketten aus Heteroatomen der 15. und 16. Gruppe des Periodensystems. Dadurch entsteht eine Verstärkung des mesomeren Effekts. Abhängig von den Heteroatomen werden die Polymethine in Cyanine und Merocyanine unterteilt.

## Ideale Polymethine
Bei idealen Polymethinen sind die Endgruppen symmetrisch. Dabei trägt eine der beiden Endgruppen bereits eine Ladung. Ein Beispiel dafür wäre Ammoniak und das Ammonium-Ion.